# 孔波利巴
孔波利巴（法語：Compolibat，法語發音：[kɔ̃pɔliba]）是法国阿韦龙省的一个市镇，属于鲁埃格自由城区。

## 地理
孔波利巴（44°22'39"N, 2°11'42"E）面积17.04 平方千米，位于法国奧克西塔尼大區阿韦龙省，该省份为法国南部内陆省份，位于法國中央高原南部，北起顺时针与康塔爾省、洛泽尔省、加尔省、埃罗省、塔恩省、塔恩-加龙省和洛特省接壤。
与孔波利巴接壤的市镇（或旧市镇、城区）包括：布朗多内、拉尼埃茹勒、马勒维尔、普雷万基耶尔、普里沃扎克、里约佩鲁、下塞加拉。

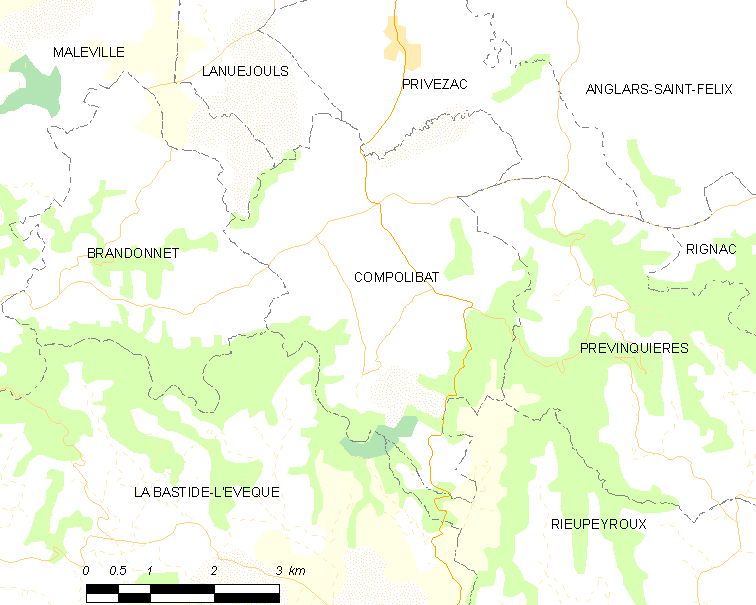
孔波利巴的OSM定位图

孔波利巴的时区为UTC+01:00、UTC+02:00（夏令时）。

## 行政
孔波利巴的邮政编码为12350，INSEE市镇编码为12071。

## 政治
孔波利巴所属的省级选区为维勒讷瓦-维勒弗朗舒瓦县。

## 人口

1962-2008年间孔波利巴人口变化图示

孔波利巴于2022年1月1日时的人口数量为334人。